# Umeko Cuda
Umeko Cuda (津田 梅子 Cuda Umeko, 31. prosince 1864 Edo – 16. srpna 1929 Kamakura) byla japonská učitelka a průkopnice vzdělávání žen v období Meidži v Japonsku. Založila Ženský institut anglických studií (女子英学塾 Džoši eigaku džuku) z něhož se později stala Univerzita Cuda.

## Životopis

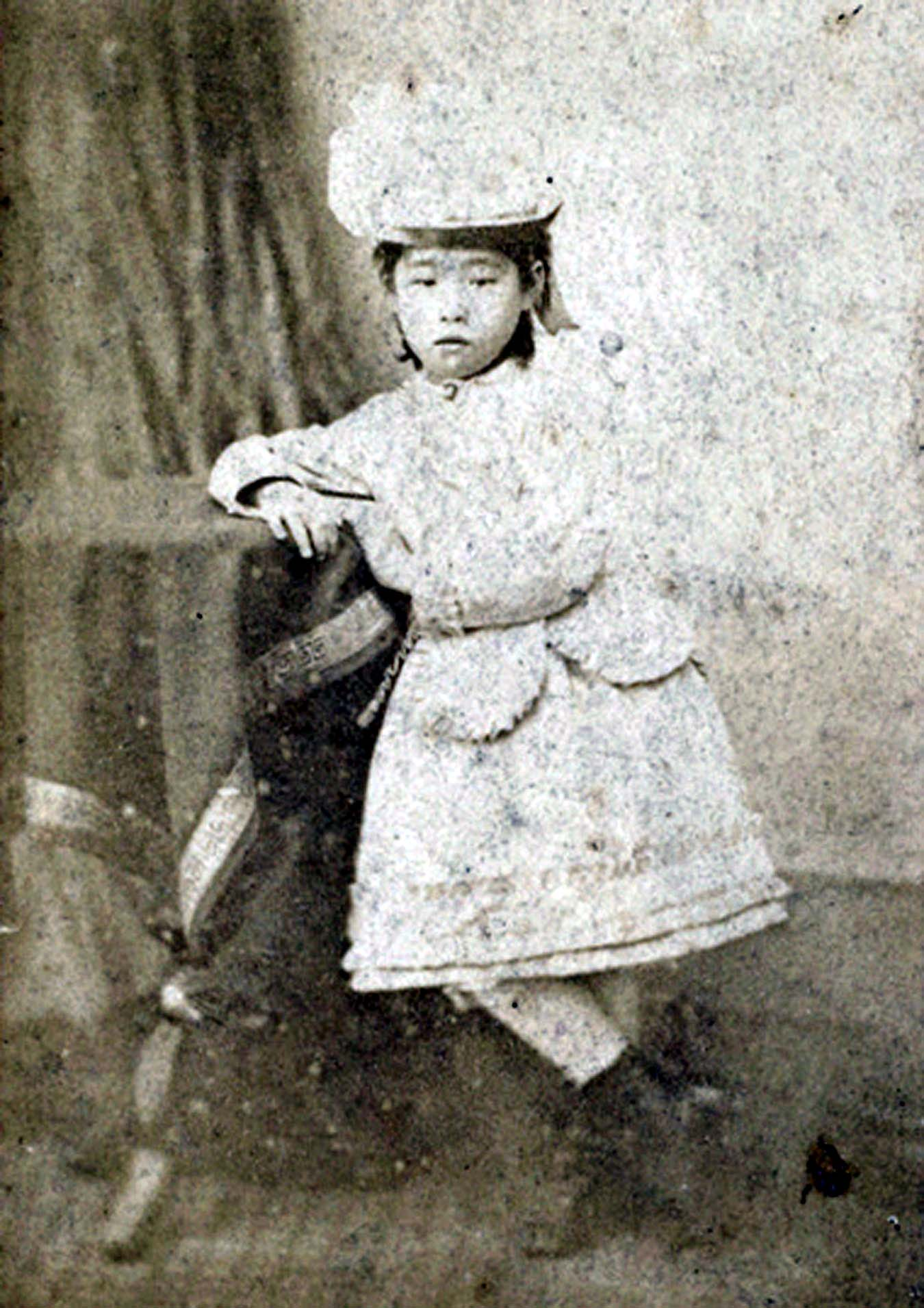
Ume v roce 1871 krátce po příjezdu do Spojených států

Narodila se jako Ume Cuda v Ušigome v Edu (nynější Minami, Šindžuku) jako druhá dcera Sena Cudy a jeho manželky Hacuko. Její otec se jako další mladí muži ze samurajské vrstvy naučil anglicky a byl silným zastáncem westernizace a křesťanství v Japonsku. V roce 1867 odjel jako člen japonské delegace a překladatel na půl roku do Spojených států, kde byl hluboce ovlivněn novými myšlenkami a výdobytky, ale také způsobem života západních žen, který byl oproti životu japonských žen podřízených mužům zcela odlišný. V roce 1871 byl zapojen do kolonizace Hokkaida vedenou Kijotakou Kurodou, a otevřel téma západního vzdělání pro ženy, stejně jako pro muže. S Kurodovou podporou nabídl svou dceru Ume jako dobrovolnici, jednu z pěti dívek, aby se na deset let zúčastnila Iwakurovy mise ve Spojených státech. Předtím než dívky odjely z Japonska, dostalo se jim pocty setkat se s císařovnou, která jim předala oficiální dokument s povzbuzením, aby pilně studovaly a staly se vzory pro budoucí japonské ženy. Ume byla jako šestiletá nejmladší členkou expedice, sedmé narozeniny dovršila během cesty. Dalšími z dívek byly desetiletá Šigeko Nagai a jedenáctiletá Sutemacu Jamakawa. V listopadu 1871 dorazily do San Francisca. Dívky byly umístěny každá zvlášť do různých domovů, aby se rychle naučily anglicky. Dvě z pěti dívek se po měsíci vrátily zpět do Japonska, Ume ve Spojených státech zůstala dalších 11 let.
Od prosince 1871 žila ve Washingtonu u tajemníka japonského zastupitelského úřadu, Charlese Lanmana a jeho ženy Adeline. Protože neměli děti, uvítali ji jako vlastní dceru. Asi rok po příjezdu do Spojených států, Ume požádala o křest. Ačkoli Lanmanovi byli v episkopální církvi, rozhodli, že by měla navštěvovat nesektářský kostel Old Swedes Church. Pod jménem Cuda Ume, navštěvovala místní středostavovskou školu v Georgetownu, kde se naučila anglicky. Po absolvování studia získala ocenění za sloh, psaní, počítání a chování. Poté nastoupila do Archerova institutu, který se staral o dcery politiků a úředníků. Vynikala v jazycích, matematice, přírodních vědách a hudbě, zejména ve hře na klavír. Kromě angličtiny studovala také latinu a francouzštinu. Po deseti letech pobytu jí japonská vláda udělila povolení, aby ve státech zůstala o rok déle, aby mohla dokončit školu.

### Návrat do Japonska

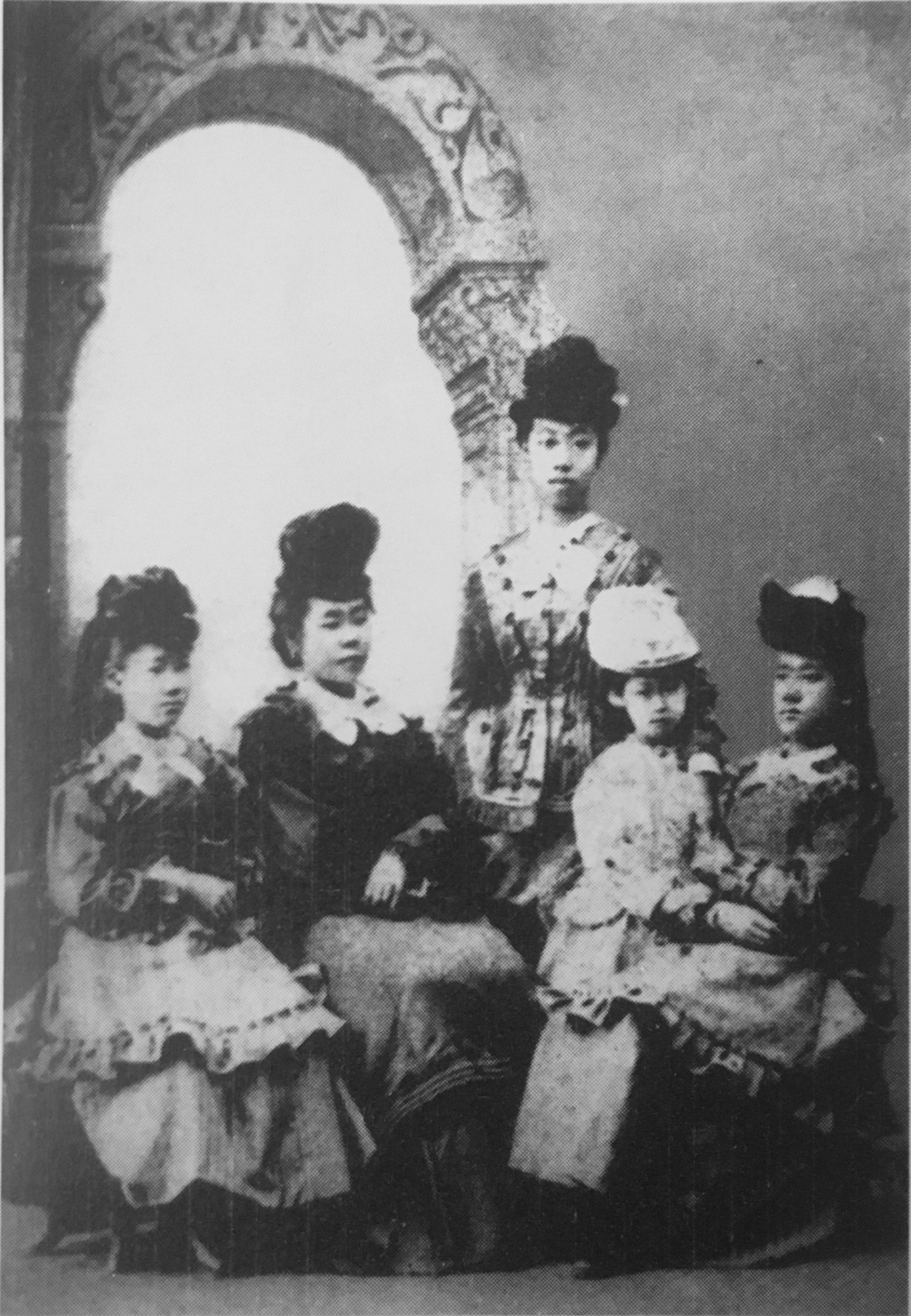
První japonské zahraniční studentky, zleva Šige Nagai (10), Tei Ueda (14), Ryo Jošimacu (14), Ume Cuda (6) a Sutemacu Jamakawa (11).

Když se v roce 1882 vrátila do Japonska, cítila se jako v cizí zemi, navíc již téměř zapomněla rodný jazyk, což jí dočasně způsobilo těžkosti. Měla také problém přizpůsobit se kulturně podřízenému postavení žen v japonské společnosti. I její otec Sen Cuda, který byl mnoho let radikální zastánce westernizace, byl stále tradičně patriarchální a autoritářský vůči ženám. Také se změnil postoj vlády, která se přiklonila k nacionalismu a o poameričtěné navrátilkyně neměla zájem.
Umeko, Sutemacu a Šigeko se staly po návratu do Japonska blízké přítelkyně a vzájemně si pomáhaly. Říkaly si „Trio”, scházely se v domě u Šigeko, kterému říkaly „Trio Salon”. Změnu v obtížné době a novou příležitost Ume poskytl Hirobumi Itó, který jí nabídl místo učitelky na soukromé škole pro dívky a zároveň ji najal jako domácí učitelku pro své děti. V roce 1885 začala pracovat v dívčí škole pro japonskou šlechtu, kterou často navštěvovala i samotná císařovna. Ume tak měla dobře placenou pozici a byla pyšná, že může své zemi splatit za to, že jí poskytla příležitost studovat. Záhy však zjistila, že studium nesplňuje akademické standardy, dívky nejsou motivované a vzdělání je spíše součástí lesku pro budoucí dámy, které mají být hlavně poslušnými manželkami a dobrými matkami. Ume, která plánovala se Sutemacu založit vlastní dívčí školu věděla, že potřebuje stejně motivované studentky jako v Americe. Zároveň stále více pociťovala, že pro založení školy potřebuje zlepšit vlastní vzdělání. Krátce na to se rozhodla znovu se vrátit do Spojených států.

### Druhý pobyt ve Spojených státech

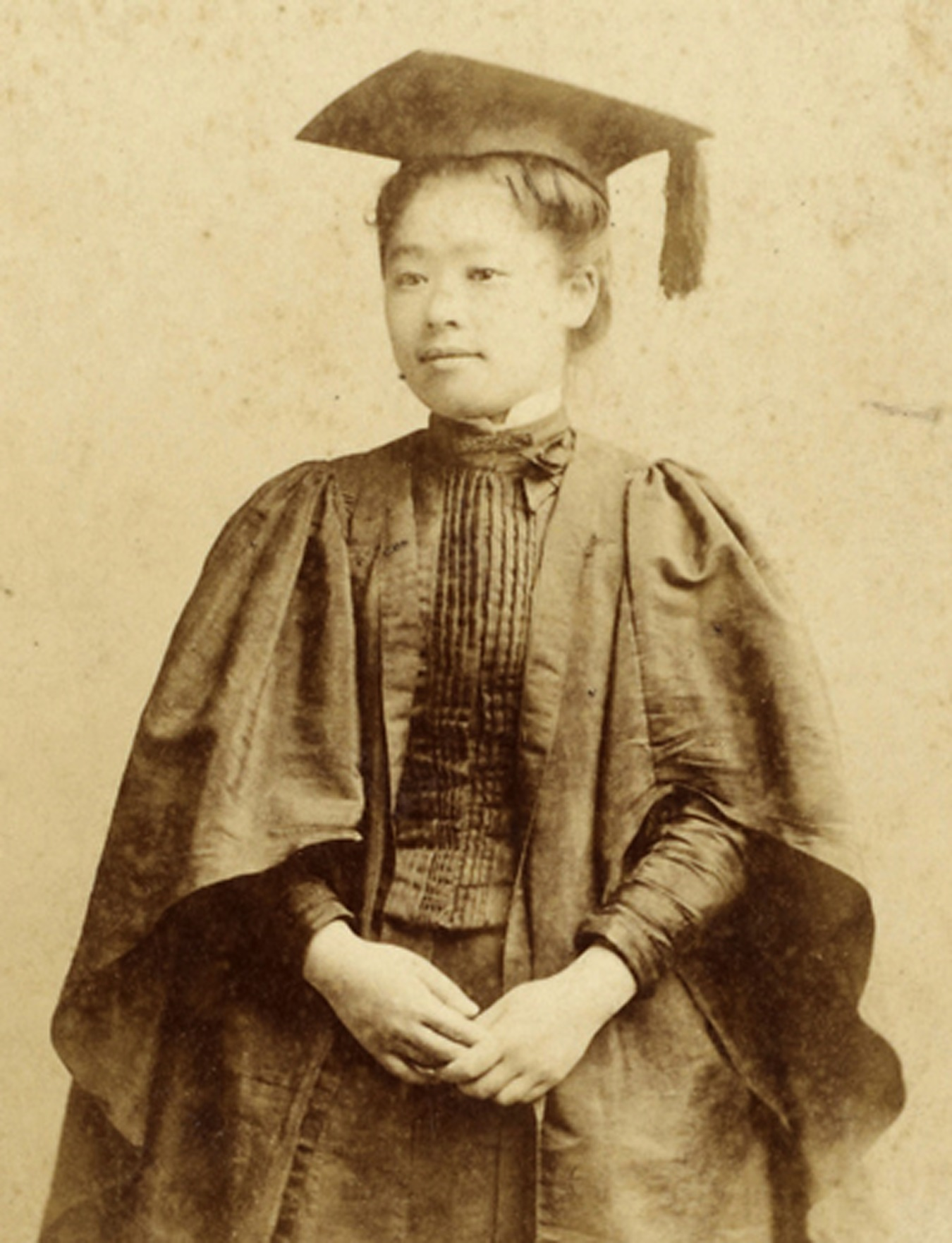
Ume po promoci na Bryn Mawr College

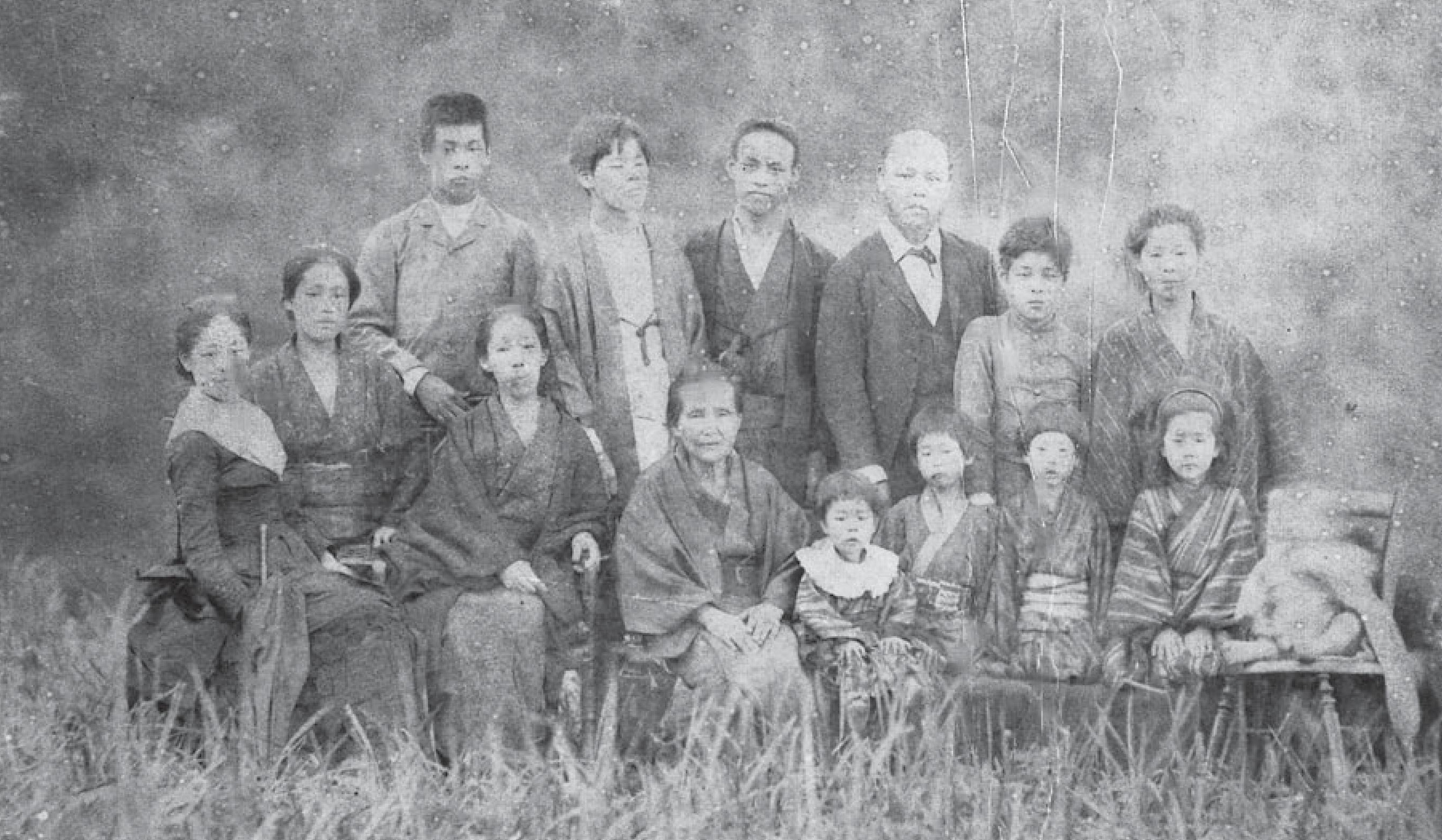
Ume (první zleva) se svou rodinou, 4. září 1886 v Tokiu

Po návratu do Spojených států studovala v letech 1889–1892 na univerzitě Bryn Mawr College ve Filadelfii, kde vystudovala biologii. Po roce a půl odjela na šest měsíců studovat pedagogiku na Oswego State Normal School v New Yorku. Její akademické schopnosti byly na Bryn Mawr velmi ceněny. Bylo jí zde nabídnuto stále místo, to však odmítla, neboť její odhodlání pomoci japonským ženám ke vzdělání pro ni bylo důležitější, než akademická kariéra. Během pobytu ve Filadelfii se jí také podařilo dosáhnout významného cíle – založení nadačního fondu pro udělování studijních stipendií pro japonské ženy. Umeko založení nadace podporovala množstvím proslovů o vzdělávání žen v Japonsku. Před návratem do Japonska ještě v letech 1898–1999 podnikla cestu do Anglie, kde pro svou inspiraci navštívila mnoho ženských fakult v Londýně, Oxfordu a Cambridge. Také po nějakou dobu zůstala na St. Hilda’s College v Oxfordu. Tato zkušenost byla pro Ume dobrým vzorem pro její plány pro založení vlastní školy.

### Založení Univerzity Cuda

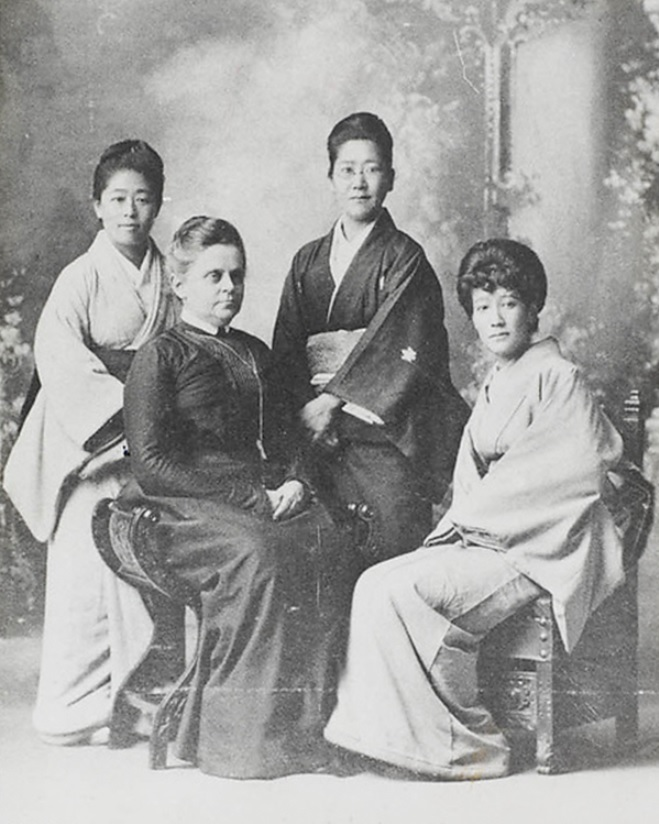
Zleva Umeko Cuda (1864–1929), Alice Bacon (1858–1918), Šigeko Urjú (1862–1928) a Sutemacu Ójama (1860–1919)

Po návratu do Japonska opět učila na škole pro dívky ze šlechtických rodin, ale také na Tokijské ženské vyšší normální škole, což byla ve své době jediná škola poskytující dívkám vyšší vzdělání. Seriózně učila se vším co se naučila v zahraničí, ale stále nebyla spokojená. Vydala několik disertací a přednášela o zlepšení pozice žen ve společnosti. V roce 1899 zákon o dívčím vyšším vzdělání požadoval, aby v každé prefektuře byla alespoň jedna veřejná střední škola pro dívky. Tyto školy však nebyly schopné zajistit dívkám stejně kvalitní vzdělání jako chlapcům, a jejich úroveň byla srovnatelná s vyšším stupněm základních škol pro chlapce. Přestože se počet vyšších škol pro dívky v roce 1903 rozrostl na 82, oproti roku 1899 kdy bylo škol pouhých sedm, vzdělání dívkám stále neposkytovalo možnost připojit se k pracující třídě, spíše je vedlo k tradičním hodnotám patriarchální společnosti. Oproti liberální vládě, která poslala pět dívek studovat do Spojených států, se majoritní pohled na vzdělávání japonských žen posunul nazpátek k tradičnímu ideálu „Poslušná žena, moudrá manželka”. Ume však měla pro svou školu jiné plány, pro které měly pochopení pouze její přítelkyně Sutemacu a Šigeko. Jedním z problémů, kterým musela čelit, byly finance, se kterými se musela spoléhat na vlivné podporovatele v Japonsku a přátele ve Spojených státech. Hlavními podporovateli byli členové filadelfské nadace, která od roku 1892 poskytovala studijní stipendia japonským ženám pro studium ve Spojených státech. Po získání dostatku financí byla schopná uvést své plány do pohybu.
V červenci 1900 v obou školách, kde učila podala výpověď. Pro všechny zúčastněné to byl velký šok, protože se vzdala nejlépe placeného místa, které mohla jako žena získat. S podporou Sutemacu, založila Ženský institut anglických studií (女子英学塾 Džoši eigaku džuku) v Kódžimači v Tokiu. Škola se nacházela ve velmi malých prostorách a ze začátku zde studovalo pouze 10 dívek, převážně za finanční podpory amerických žen. S podporou filadelfské nadace po dvou letech počet studentek čítal více než padesát. Díky velkorysému daru paní Woods z Bostonu si škola mohla ve svém třetím roce dovolit výstavbu nových prostor včetně tenisového hřiště. V tomto roce ministerstvo školství školu oficiálně uznalo a o rok později ji zařadilo mezi profesionální školy.
Ume byla v roce 1901 jmenována ministerstvem školství jako oficiální zkoušející, pro ty kteří chtějí získat certifikát z angličtiny, což i škole přineslo velkou přízeň. Umeko od začátku stavěla velký důraz na výuku angličtiny. Od roku 1905 se absolventkám Džoši eigaku džuku dostávalo zvláštního privilegia, kdy nemusely skládat státní zkoušku pro získání osvědčení pro výuku angličtiny. Toto privilegium měla škola jako jediná ženská škola v zemi po dalších osmnáct let.
V roce 1902 si Ume změnila jméno na Umeko Cuda. V roce 1905 se stala první ředitelkou japonské pobočky Tokijské YWCA.
V roce 1922 opět přestaly postačovat kapacity školy, proto byl zakoupen pozemek pro výstavbu nového kampusu v Kodaira. O rok později Tokio zasáhlo devastující zemětřesení a po něm následující požár zničil i školu. Pro Umeko to byla velmi tvrdá rána. V době, kdy přišlo zemětřesení, neučila, ale zotavovala se z nemoci v domě v Tokiu, který unikl zkáze. Její náročný život si vyžádal daň na jejím zdraví. Od roku 1906 trpěla astmatem, od roku 1917 měla cukrovku a od roku 1919 se potýkala s následky krvácení do mozku. Krátce po zkáze školy Umeko navštívila Anna Hartshorne s nápadem odjet do Spojených států a získat finance na obnovu školy. Její snaha za pomoci dalších příznivců a bývalých absolventů vynesla, po dvou a půl letech, částku 500 000 dolarů. Další fondy vybrala společnost absolventů v Japonsku. Spojení obou štědrých fondů umožnilo postavení nového kampusu v Kodaira, který byl dokončen v roce 1931. Umeko jej však dokončený již neviděla.
Po dlouhé nemoci zemřela v roce 1929 ve věku 64 let. Její hrob je na pozemku univerzity Cuda v Kodaira v Tokiu. Byla poslední z tria přítelkyň ze studií ve Spojených státech. Sutemacu zemřela během  epidemie španělské chřipky v roce 1919 a Šigeko v roce 1928.

## Odkaz

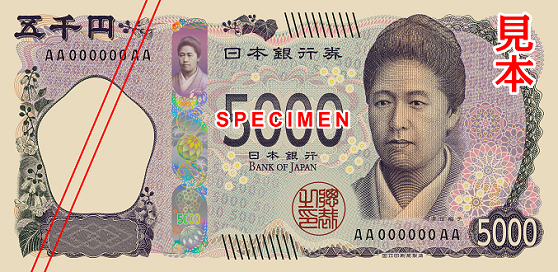
Umeko Cuda na japonských bankovkách (¥5,000) vydaných v roce 2024

Její škola 女子英学塾 Džoši eigaku džuku v roce 1933 změnila jméno na 津田英学塾 Cuda eigaku džuku, a po 2. světové válce se změnila na Univerzitu Cuda. Zůstává jednou z nejprestižnějších ženských institucí vysokého vzdělání v Japonsku. Ačkoli Umeko silně zastávala sociální reformu pro ženy, nebyla zastánkyní feministického hnutí a byla odpůrkyní hnutí sufražetek. Její aktivity vycházely z filozofie, že vzdělání by se mělo zaměřovat na individuální inteligenci a osobitost. Snažila se mladé ženy vést k samostatnosti a emancipovanosti, aby nemusely být ekonomicky závislé na mužích.
Dne 20. září 2000 byla Umeko uvedena na 80jenové pamětní poštovní známce, spolu s Naruse Džinzóem a Jajoi Jošiokou.
V roce 2022 byl natočen japonský životopisný TV film Cuda Umeko: Osacu ni rjúgakusei.
Umeko Cuda je vyobrazena na nových japonských bankovkách (5 000 ¥), které byly vydány v roce 2024.